# Ptinus murinus
Ptinus murinus là một loài bọ cánh cứng trong họ Ptinidae. Loài này được White miêu tả khoa học năm 1840.